# 聖壇因蘇拉

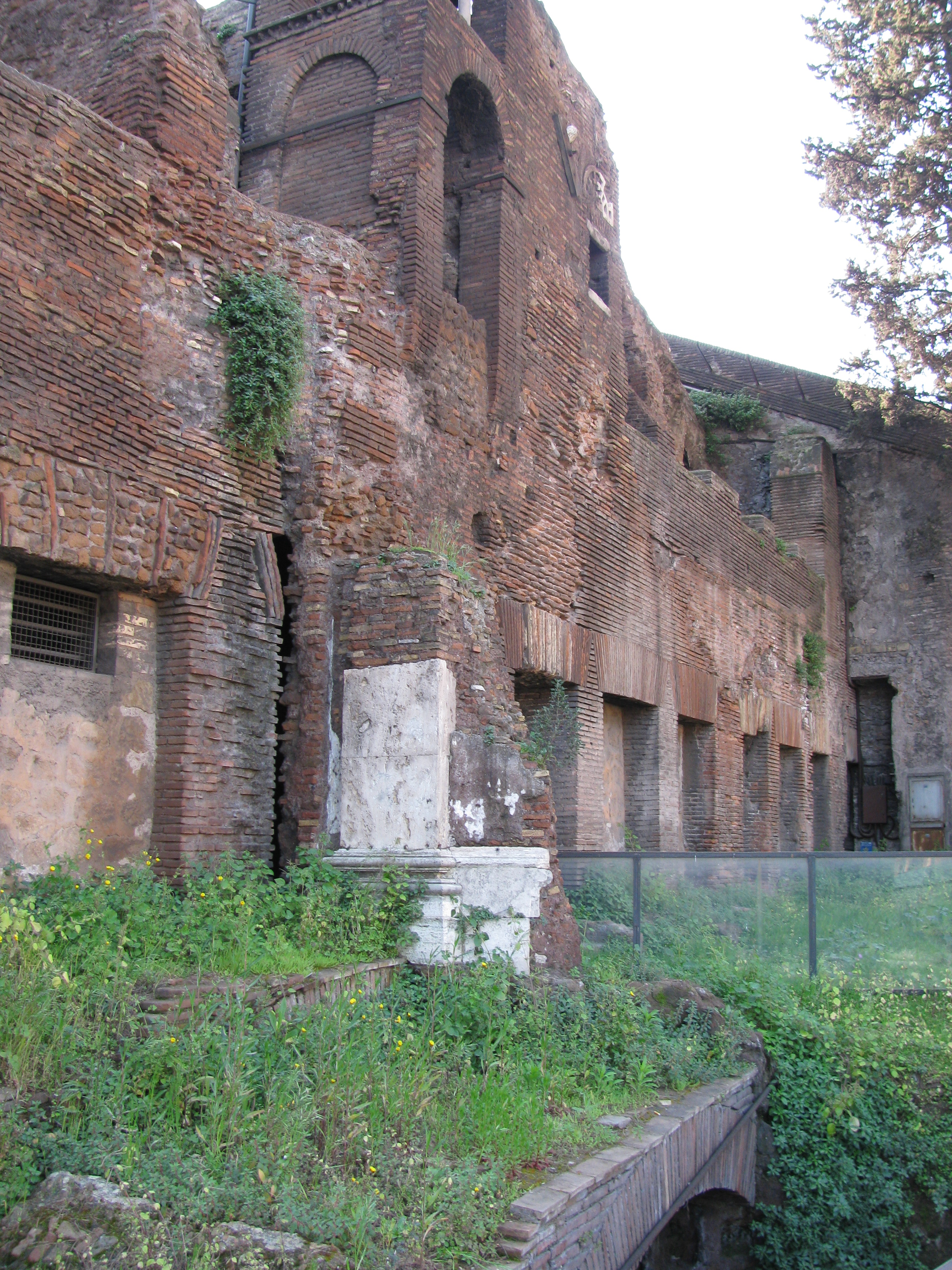

聖壇因蘇拉（Insula dell'Ara Coeli）是羅馬少數的現存因蘇拉之一。這座建築修建於2世紀時。當貝尼托·墨索里尼對羅馬進行大規模改造時，在一座舊教堂的下方發現了這座建築。